# Droga krajowa 16
Die Droga krajowa 16 (kurz DK16, pol. für ,Nationalstraße 16‘ bzw. ,Landesstraße 16‘) ist eine Landesstraße in Polen. Sie zweigt westlich von Grudziądz von der Landesstraße 91 ab und führt in östlicher Richtung über Iława, Ostróda, Olsztyn, Mrągowo, Ełk und Augustów bis zur polnisch-litauischen Grenze bei Ogrodniki. Mit einer Gesamtlänge von 389 km durchquert die Straße insgesamt drei Woiwodschaften.

## Geschichte

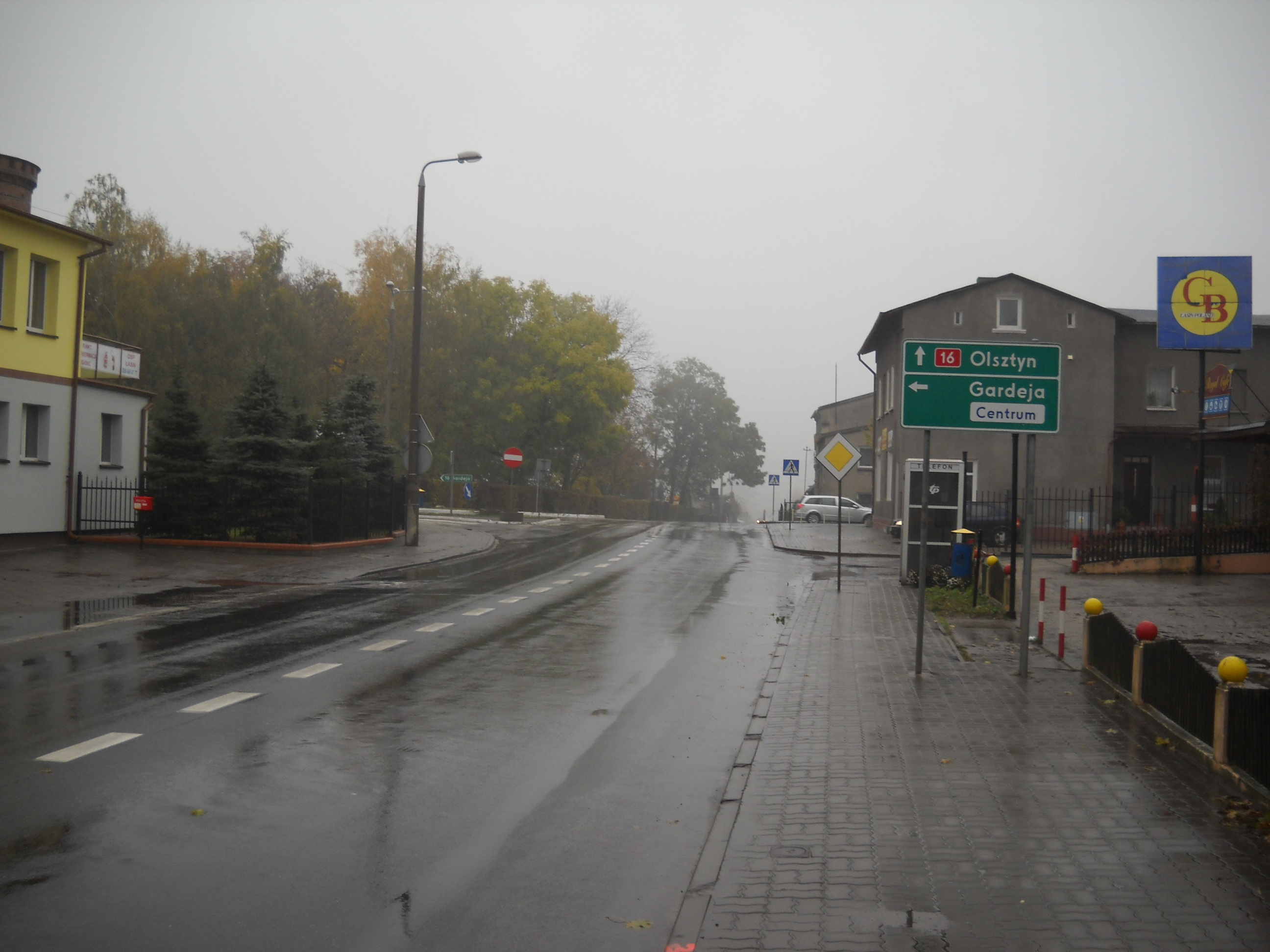
Die Landesstraße in Łasin

Bis zum Jahr 1945 bildete die heutige DK16 überwiegend die deutsche Reichsstraße 127.
Vor der Neuordnung des polnischen Straßennetzes 1985 wurde der Abschnitt Grudziądz−Iława−Ostróda als Staatsstraße 172, der Abschnitt Ostróda−Olsztyn war Teil der Staatsstraße 170 und der Abschnitt Olsztyn−Mrągowo−Ełk−Augustów wurde als Staatsstraße 182 bezeichnet. Nach dieser Reform wurde der komplette Straßenverlauf der neu geschaffenen Landesstraße 16 zugeordnet. Mit der Reform der Nummerierung vom 9. Mai 2001 wurde die Landesstraße 16 bis zur polnisch-litauischen Grenze. 2005 war der Bau der Schnellstraße S16 entlang einer neuen Streckenführung geplant, diese sollte die Landesstraße zwischen Grudziądz und Augustów ersetzen. Bereits 2007 wurden diese Pläne wieder aufgegeben. Die Landesstraße soll nun auf einigen Abschnitten modernisiert werden.

## Ausbauzustand
| Abschnitt                  | Streifen | Trennstreifen | Bemerkung                                                         |
| -------------------------- | -------- | ------------- | ----------------------------------------------------------------- |
| Dolna Grupa – Grudziądz    | 2        | nein          |                                                                   |
| Stadtgebiet Grudziądz      | 4        | ja            | städtisch                                                         |
| Grudziądz – Olsztyn        | 2        | nein          |                                                                   |
| Stadtgebiet Olsztyn        | 4        | ja            | städtisch                                                         |
| Olsztyn – Barczewo         | 2        | nein          |                                                                   |
| Barczewo – Biskupiec       | 2        | nein          | kreuzungsfrei; beim Knoten Kromerowo vierstreifig autobahnähnlich |
| Biskupiec – Borki Wielkie  | 4        | ja            | kreuzungsfrei; autobahnähnlich                                    |
| Borki Wielkie – Ełk-Zachód | 2        | nein          |                                                                   |
| Ełk-Zachód – Ełk-Północ    | 4        | ja            | kreuzungsfrei                                                     |
| Ełk-Północ – Ogrodniki     | 2        | nein          |                                                                   |

## Ortschaften entlang der Strecke
- Grudziądz (Graudenz)
- Łasin (Lassehne)
- Kisielice (Freystadt)
- Iława (Deutsch Eylau)
- Samborowo (Bergfriede)
- Wirwajdy (Warweiden)
- Tyrowo (Thyrau)
- Morliny (Mörlen)
- Przylądek
- Ostróda-Cierzpięty (Treuwalde)
- Ostróda (Osterode in Ostpreußen)
- Stare Jabłonki ((Alt) Jablonken/Altfinken)
- Zawady Małe (Königswiese)
- Dłużki (Dlusken/Seebude)
- Rapaty (Rapatten)
- Zdrojek (Sdroiken/Eulenwinklel)
- Podlejki (Podleiken)
- Tomarynki (Passargenthal)
- Gietrzwałd (Dietrichswalde)
- Naglady (Nagladden)
- Olsztyn (Allenstein)
- Barczewo (Wartenburg)
- Rzeck (Ridbach)
- Biskupiec (Bischofsburg)
- Borki Wielkie (Groß Borken)
- Kozarek Wielki (Groß Kosarken-Dönhoffstädt/Köhlersgut)
- Sorkwity (Sorquitten)
- Załuki (Salucken)
- Nowe Bagienice (Neu Bagnowen/Borkenau)
- Bagienice (Alt Bagnowen/Althöfen)
- Marcinkowo (Mertinsdorf)
- Mrągowo (Sensburg)
- Probark (Neu Proberg)
- Kosewo (Kossewen/Rechenberg)
- Baranowo (Barranowen/Hoverbeck)
- Inulec (Inulzen/Neufasten)
- Zełwągi (Selbongen)
- Prawdowo (Prawdowen/Wahrendorf)
- Mikołajki (Nikolaiken)
- Pszczółki (Karlshorst)
- Woźnice (Wosnitzen/Julienhöfen)
- Olszewo (Olschewen/Erlenau)
- Dąbrówka (Dombrowken/Eichendorf)
- Drozdowo (Drosdowen/Drosselwalde)
- Wężewo (Wensewen/Wensen)
- Okartowo (Eckersberg)
- Okartowo-Przystanek
- Okartowo-Tartak
- Grzegorze (Gregersdorf)
- Mikosze (Mykossen/Arenswalde)
- Orzysz (Arys)
- Wierzbiny (Wiersbinnen/Stollendorf)
- Klusy (Klaussen)
- Klusy
- Ruska Wieś (Reuschendorf)
- Talusy (Thalussen/Talussen)
- Rękusy (Renkussen)
- Buniaki (Mathildenhof)
- Bartosze (Bartossen/Bartendorf)
- Ełk (Lyck)
- Sędki (Sentken)
- Golubka (Gollupken/Lübeckfelde)
- Wysokie (Wyssocken/Waltershöhe)
- Skomętno Wielkie (Skomentnen/Skomanten)
- Długie (Dluggen/Langenhöh)
- Kalinowo (Kallinowen/Dreimühlen)
- Krzyżewo (Krzysewen/Kreuzborn)
- Prawdziska (Prawdzisken/Reiffenrode)
- Augustów
- Ogrodniki (→ Litauen)